# Friedrich Kurrent
Friedrich Kurrent, né le 10 septembre 1931 à Hintersee (Autriche) et mort le 10 janvier 2022, est un architecte et auteur autrichien.

## Biographie
Friedrich Kurrent a été professeur à l'Université technique de Munich et est membre de l'Académie bavaroise des beaux-arts.

## Œuvre

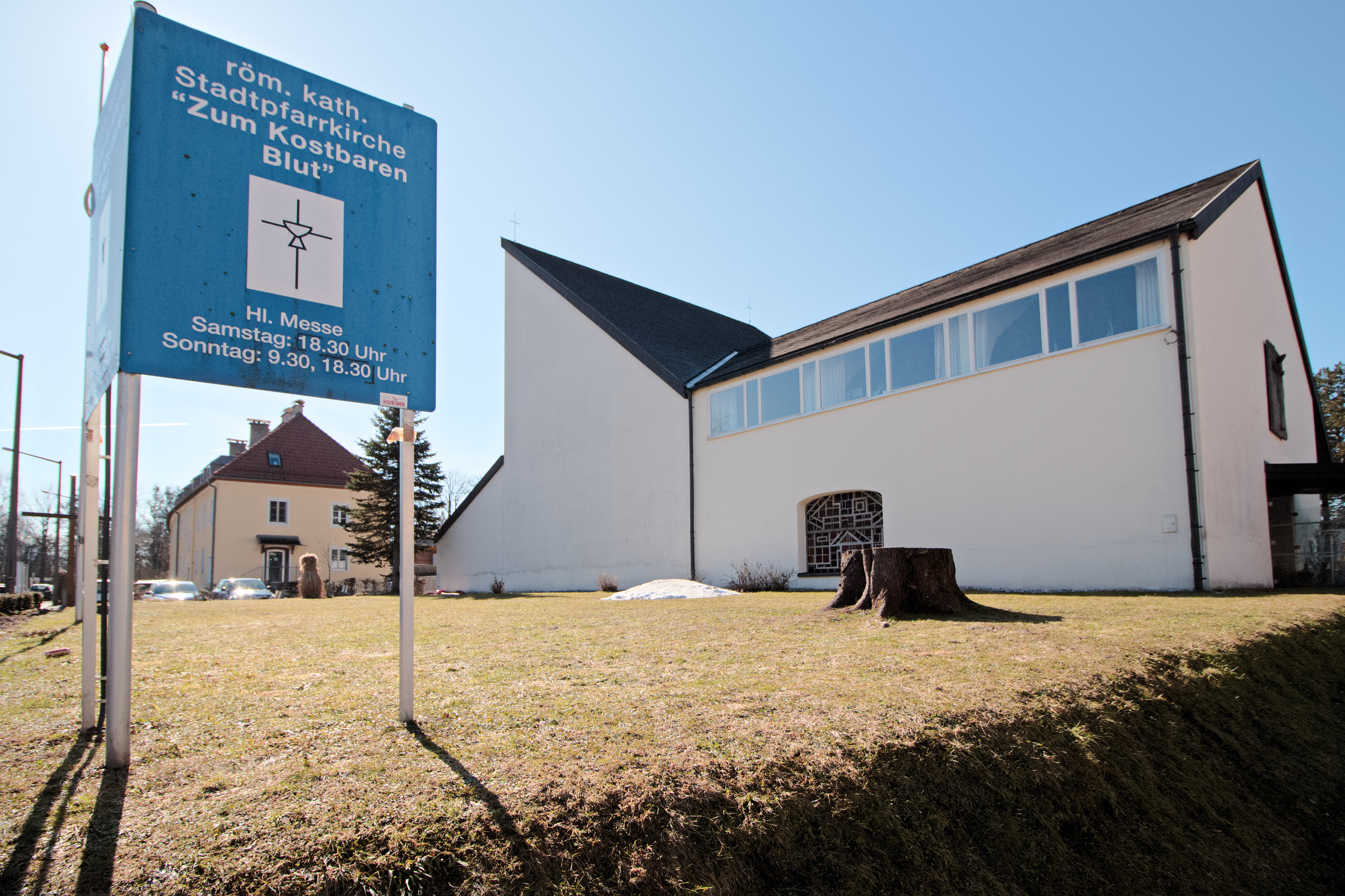
Église paroissiale du Précieux Sang à Salzbourg (1953–1956).

- Église paroissiale du Précieux Sang (de) à Parsch (de)-Salzbourg (1953–1956), en collaboration avec l'Arbeitsgruppe 4.
- Centre de la pastorale Ennsleite à Steyr (1961), avec l'Arbeitsgruppe 4 et Johann Georg Gsteu.
- Collège Sankt Josef à Salzbourg-Aigen (1961-1964), en collaboration avec l'Arbeitsgruppe 4.
- Zentralsparkasse Floridsdorf à Vienne (1974), avec Johannes Spalt.
- Immeuble résidentiel, Nobilegasse à Vienne (1987)
- Cinéma Liliom à Augsbourg (1987-1989)
- Chapelle de montagne à Ramingstein (1991)
- Tour résidentielle à Krems an der Donau (1995)
- Église évangélique à Aschheim (1997).
- Église paroissiale catholique Sankt Laurentius à Kirchham (1998).
- Salle d'exposition Maria Biljan-Bilger Sommerein et maison privée à Sommerein (2004).

## Récompenses et distinctions
- 1979 : Prix d'architecture de la ville de Vienne
- 2001 : Médaille d'or de la ville de Vienne